# Zhang Bao (Shu)
Zhang Bao (chinesisch 張苞 / 张苞, Pinyin Zhāng Bāo, W.-G. Chang Pao) war der älteste Sohn des Shu-Generals Zhang Fei zur Zeit der Drei Reiche im alten China.
In historischen Quellen (vor allem in Chen Shous Chroniken der Drei Reiche) ist nur vermerkt, dass er frühzeitig starb. In Luo Guanzhongs Roman Die Geschichte der Drei Reiche dagegen ist Zhang Bao ein wichtiger General in der Zeit nach Liu Beis Tod.
Zhang Baos erster Auftritt ist eine Audienz bei Liu Bei, dem er von der Ermordung seines Vaters berichtet. Damals trifft er das erste Mal auf Guan Yus Sohn Guan Xing, mit dem er um die Anführung der Vorhut streitet. Liu Bei stiftet Frieden zwischen den beiden und lässt sie wie einst ihre Väter Brüderschaft schwören. Fortan sind Guan Xing und Zhang Bao unzertrennlich.
Zhang Bao nimmt an zahlreichen militärischen Kampagnen teil, auch an Liu Beis desaströsem Feldzug gegen Wu (Schlacht von Yiling) und an Zhuge Liangs Nördlichen Expeditionen gegen die Wei-Dynastie. In der dritten Kampagne gerät Zhang Bao bei der Verfolgung der Generäle Sun Li und Guo Huai in einen Hinterhalt und fällt im Kampf. Als Zhuge Liang davon hört, bricht er zusammen und spuckt Blut, was angeblich seinen Tod beschleunigt haben soll.
| Personendaten    | Personendaten                                                                      |
| ---------------- | ---------------------------------------------------------------------------------- |
| NAME             | Zhang, Bao                                                                         |
| ALTERNATIVNAMEN  | 张苞 (chinesisch); 張苞 (chinesisch); Zhāng, Bāo (Pinyin); Chang, Pao (Wade-Giles) |
| KURZBESCHREIBUNG | General der Shu Han                                                                |
| GEBURTSDATUM     | 2. Jahrhundert oder 3. Jahrhundert                                                 |
| STERBEDATUM      | 3. Jahrhundert                                                                     |